# Literatura meda

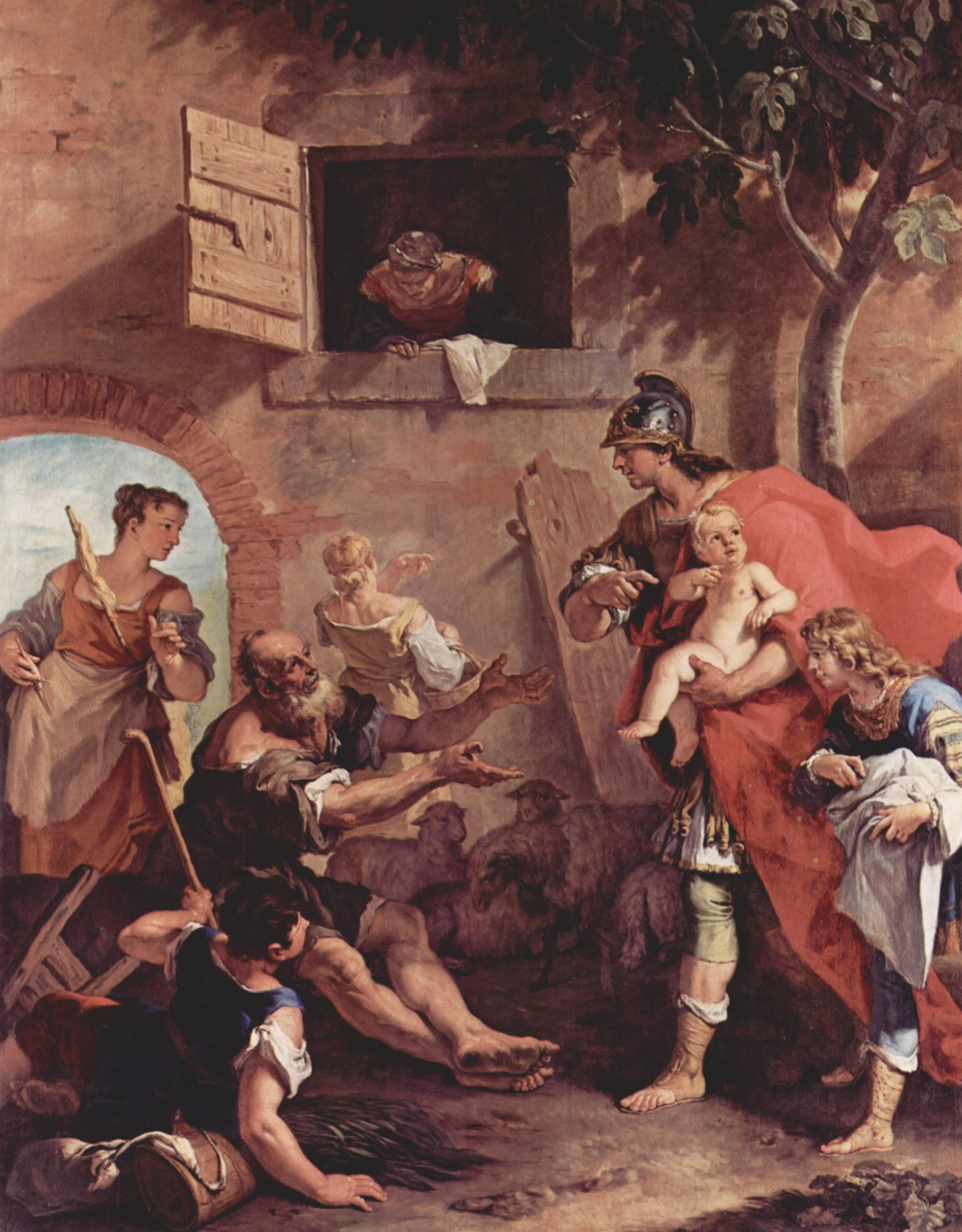
A infância de Ciro, de Sebastiano Ricci.

Nenhum texto decifrado original foi comprovado como tendo sido escrito na língua meda, que era comum no noroeste do Irã. Sugere-se que, semelhante à prática iraniana posterior de manutenção de arquivos de documentos escritos no Império Aquemênida, também havia uma manutenção de arquivos pelo governo medo em sua capital Ecbátana. Existem exemplos de "literatura meda" encontrados em registros posteriores, em referências nos escritos de historiadores gregos como Ctésias, Dínon e Heródoto, de maneira que podem ser traçadas histórias, contos e poemas do período. Há um relato de Dínon sobre a existência de "poetas da corte meda", e uma história contada por Heródoto traz o rei Déjoces como juiz, julgando causas enviadas por escrito. A literatura meda é parte da "antiga literatura iraniana" (incluindo também a saca, persa antiga, avéstica), já que essa afiliação iraniana deles é explícita também em textos antigos, como o relato de Heródoto (7.6.2) de que muitos povos, incluindo os medos, eram "universalmente chamados iranianos".

## Cultura literária
Os relatos dos historiadores gregos e as Escrituras Hebraicas sugerem que os reis medos costumavam transmitir suas ordens aos subordinados por escrito, este último menciona que Dario, o Medo assinou um decreto, que fora apresentado a ele por escrito. Também é mencionado que na corte persa existia um “livro das crônicas dos reis da Média e da Pérsia”, que certamente foi uma obra iniciada pelos reis medos e continuada pelos soberanos aquemênidas. De acordo com Ctésias e Nicolau de Damasco, o material comumente utilizado para escrever era o pergaminho. Nisto os reis transmitiam suas ordens aos oficiais e escreviam os memoriais relatando os principais eventos de seu reinado. De acordo com Heródoto, durante o reinado de Déjoces, as acusações eram enviadas escritas a ele. Ele então julgaria o que foi trazido e enviaria de volta suas decisões. A única evidência direta de que os medos conheciam a caligrafia é um pedaço de prataria encontrado na colina Noshijan, com fragmentos de dois sinais cuneiformes deixados nele, mas é impossível identificar o tipo de cuneiforme e sua linguagem. De acordo com Igor Diakonoff, o antigo cuneiforme persa (a escrita que eles usavam para suas inscrições) foi originalmente uma inovação dos medos, enquanto Rüdiger Schmitt sugeriu que os medos usavam um cuneiforme assírio.
Ateneu escreve que os khanyagar (músicos) profetizaram o heroísmo de Ciro e suas guerras com Astíages. Ele então cita Dínon como dizendo:
"Enquanto Astíages estava sentado em um banquete com seus amigos, então um homem, cujo nome era Angares (e ele era o mais ilustre de seus menestréis), sendo chamado, cantou a histórias poéticas, como eram de costume, e por fim ele disse que —
Um monstro poderoso é finalmente solto
No pântano, mais feroz que o javali;
E quando uma vez mestre do terreno vizinho
Em breve, ele lutará com facilidade contra várias hostes."

E quando Astíages perguntou a que monstro ele estava se referindo, ele disse: "Ciro, o persa". E então o rei, pensando que suas suspeitas eram bem fundadas, enviou pessoas para ordenar que Ciro voltasse, mas não teve sucesso em fazê-lo."
As histórias sobre Ciro chegaram à literatura. Xenofonte escreve: "Em suas histórias e sermões, que ainda são comuns até agora, os iranianos relatam a beleza e o bom caráter desse rei e seu interesse em aprender"; e em outro lugar ele afirma que: "o nome de Ciro estava na boca de cada homem, na música e na história em todos os lugares".
Heródoto menciona hinos religiosos medos que eram cantados pelos magos durante a adoração aos deuses. Esses poemas, que podem ter semelhanças com Iastes avésticos, datam período medo ou mesmo anterior. Ateneu diz dos medos: “Os medos, como os gregos, celebravam os feitos dos heróis e louvavam os deuses."
Estrabão escreve que, a fim de educar os jovens, notícias relacionadas às obras maravilhosas dos deuses e escritores de cartas eram misturadas com mitos e lendas.
É com base nessas evidências que Mary Boyce considera que os músicos profissionais no Irã remontam ao período pré-parta. Não há dúvida de que a prosa e as narrativas poéticas sobre a história antiga, os mitos e as histórias de amor prevaleciam entre os medos.

### Histórias épicas

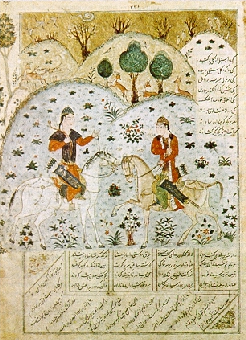
Miniatura de Cosroes e Xirim

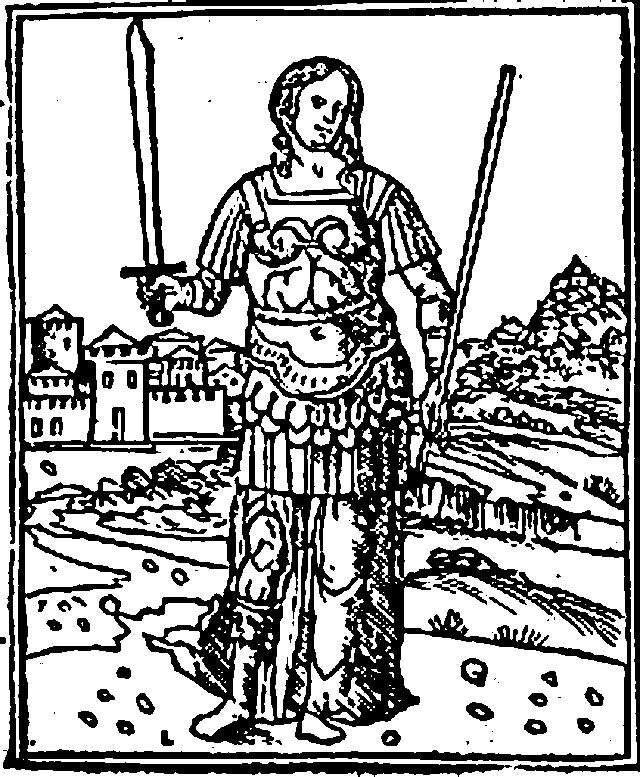
Uma pintura italiana do século XVIII retratando Semíramis como uma amazona

Ctésias (o médico de Artaxerxes II) em seu livro Pérsica (escrito no início do século IV a.C.) dá exemplos de histórias épicas medas sobre o estabelecimento do domínio medo. Neste livro, ele citou outras lendas medas que possuem um estilo épico e até próximo ao estilo de Épica dos Reis. Por exemplo, a história de Parsondes, seu cativeiro nas mãos do governante da Babilônia, Nanaros e a história de sua libertação. Nanarus, o governante da Babilônia, aprisionou este bravo general e arqueiro persa em roupas de mulher por sete anos em seu pátio, até que Parsondes, com a ajuda de um de seus aliados, foi libertado e se refugiou entre os cadúsios, que o elegeram rei.
Ctésias conta a lenda da vida de Ciro com base em uma história ou lenda épica que era popular em sua época. De acordo com este autor, Ciro não é da família real dos medos, mas depois de chegar ao reino, ele se casou com Amitis, a filha de Astíages (cujo marido medo, Espitamas, ele matou), e assim se atribui a decadência da dinastia. De acordo com Ctésias, Ciro era filho de Atradates, um pastor de cabras e bandido da tribo dos mardos. Depois de entrar no serviço dos medos, Ciro gradualmente ganhou uma posição e status importantes, tornou-se o chefe dos nobres e mordomos do rei, assumiu a posição de sátrapa da província persa de seu pai, e sua futura grandeza foi prevista por um sonho.
As seções pré-históricas da lenda imperial persa no livro de Ctésias, embora misturadas com histórias e mitos semitas, são consideradas uma narrativa meda. Na narração meda, vários reis assírios são mencionados que os medos não esqueceram em suas memórias.
Deve-se notar que a maioria dessas narrações relacionadas aos governantes da Assíria são claramente de origem iraniana. Por exemplo, a lenda de Semíramis, a rainha da Assíria, pode ser mencionada. Nesta narração, Semíramis deixou seu bebê na estrada e a noite o encontrou. Segundo a lenda, suas guerras e campanhas acontecem no leste do Irã, em Balkh e na Índia. Ela monta um jardim perto de Biston e ordena que seu quadro seja pintado na rocha esculpida do cume da montanha com uma centena de guardas ao seu redor, além de escrever inscrições em siríaco (aramaico). Ela construiu um palácio real em Ecbátana e passou os últimos anos de sua vida em uma fortaleza na terra da Média. Na história de vida desta rainha assíria, muitos componentes e elementos iranianos podem ser vistos, o que será refletido mais tarde na lenda de Shirin e Farhad.
A lenda de Arbaces, o destruidor da cidade de Nínive e, segundo Ctésias, o fundador dos medos, é outro exemplo dessas narrativas.
Das quatro narrativas da vida de Ciro, Heródoto escolheu um mito que, segundo Arthur Christensen, era de origem meda e, após retirar os aspectos épicos e camadas míticas, tornou-o lógico. Por exemplo, no mito original, uma cadela amamentou e criou Ciro. Heródoto, por outro lado, escolheu a palavra meda spāka, que significa "cadela", como o nome da pastora que criou Ciro. Os destaques da lenda da infância de Ciro podem ser encontrados espalhados por muitas outras histórias iranianas.
É uma característica da literatura narrativa que os elementos salientes dos mitos antigos e temas comuns são transferidos para períodos posteriores pelos cantores e reaparecem nas histórias dos personagens de períodos posteriores.

### Histórias de amor
Entre os mitos e histórias contadas por historiadores gregos, há exemplos de histórias medas de amor. Uma dessas histórias, que Ctésias contou com graça excepcional, é a ardente história de amor de Estriângio ou Estriáglio, o príncipe meda, e Zarina, rainha cita, que leva ao suicídio do príncipe depois de não conseguir se apaixonar. Theodor Nöldeke examinou todas as narrativas desta história e as considera épicas, embora pessoalmente prefira chamá-las de poema de amor.
Outra história de amor meda é a história de Zariadres (irmão do rei meda lendário Histaspes/Vištāspa) e Odátis, que Hars Mitteleni cita da seguinte forma: Histaspes era o governante dos medos e de suas terras baixas, e Zariadres governava os limites superiores dos portões do Cáspio até Tanais. Do outro lado de Tanais viviam os maratis, governados por Omartes. Ela tinha uma filha chamada Odátis, considerada a mulher mais bonita da Ásia. Odátis viu Zariadres em um sonho e se apaixonou por ele, e Zariadres também ficou fascinado pela garota em seu sono. Zariadres tentou conquistar Odátis, mas não teve sucesso porque o pai da menina não queria casá-la com um estranho. Não demorou muito para que Omartes celebrasse seu casamento, ao qual compareceram seus parentes e cortesãos, e pedisse a Odátis que desse um cálice de vinho a alguém que desejasse se casar com ela. Zariadres, a quem Odátis havia informado anteriormente sobre o incidente, passou correndo por Tanais com sua cavalaria e entrou no salão anonimamente em um vestido cita, e Odátis encheu seu cálice. "Essa história era muito popular entre os asiáticos e era pintada nas paredes de templos, palácios e até de casas particulares, e a aristocracia costumava chamar suas filhas de Odátis", diz Kharis Mitleni. Segundo Boyce, essa história tem origem meda e está relacionada à adoração da deusa do amor (provavelmente Anaíta) e mais tarde entrou no ciclo dos caiânidas na forma da história de Gustaspe e Cataium (Katāyoun) e se reflete na Épica dos Reis.

### Tobias
Shaul Shaked, um professor de estudos iranianos na Universidade Hebraica de Jerusalém, escreve que o Livro de Tobias certamente tem uma base iraniana (meda), embora alguns orientalistas sejam céticos, mas pode-se dizer com certeza que o pano de fundo refere-se aos mitos iranianos.